# Ренато Маргаса
Ренато Жоао Инасио Маргаса (на португалски: Renato João Inácio Margaça) е натурализиран португалски футболист, полузащитник, който играе за Омония и Кипър.

## Кариера
Преминава през юношеските формации на Торенсе и Алверка. Играе и за мъжкия отбор на Алверка и след това на Торенсе в сегунда лига. През 2008 г. е привлечен в кипърския Докса. Превръща се в неизменен титуляр и за два сезона записва 60 мача и 6 гола. През 2010 г. е трансфериран в АЕК Ларнака, а от следващата година играе за Омония.

## Отличия
- Носител на Купата на Кипър (1): 2012
- Носител на Суперкупата на Кипър (1): 2012